# 栗色澤鱔
栗色澤鱔，又稱栗色勾吻鯙，為輻鰭魚綱鰻鱺目鯙亞目鯙科的其中一種，分布於西大西洋區，從百慕達群島、美國佛羅里達州南部至巴西海域，棲息深度1-20公尺，體長可達34公分，為底棲性魚類，生活在珊瑚礁區，屬肉食性，生活習性不明。

## 擴展閱讀
維基物種上的相關：栗色澤鱔